# Draškovac (Leskovac)
Pour les articles homonymes, voir Draškovac.
Draškovac (en serbe cyrillique : Драшковац) est un village de Serbie situé sur le territoire de la ville de Leskovac, district de Jablanica. Au recensement de 2011, il comptait 641 habitants.

## Démographie

### Évolution historique de la population
| 1948 | 1953 | 1961 | 1971 | 1981 | 1991 | 2002 | 2011 |
| ---- | ---- | ---- | ---- | ---- | ---- | ---- | ---- |
| 725  | 763  | 791  | 826  | 823  | 822  | 791  | 641  |

|  |